# Nedjeljom u dva
Nedjeljom u dva je emisija koju emitira prvi program Hrvatske radiotelevizije svake nedjelje u 14:00 sati. 

## O emisiji
Voditelj i urednik emisije je Aleksandar Stanković. U emisiji se s gostom raspravlja o nekoj temi. Gledatelji mogu glasovati, tj. odgovarati na pitanje emisije. Prva emisija emitirana je 8. listopada 2000., Ivo Sanader, tadašnji predsjednik HDZ-a bio je prvi gost. U prvoj emisiji su također gostovale i novinarke Mladenka Šarić i Anita Malenica te novinar Denis Kuljiš.

## Zanimljivosti
Aleksandar Stanković 2013. u izdanju V.B.Z.-a objavio je knjigu Sto faca i Aca, koja predstavlja izbor iz sjećanja na neke od petstotinjak gostiju koje je autor intervjuirao u svojoj dugogodišnjoj emisiji. Knjiga je sastavljena od kratkih anegdotalnih priča o gostima i emisiji Nedjeljom u 2 i događajima koji su se zbivali prije emisije ili poslije nje.
Dana 19. svibnja 2024. prikazana je 1000. epizoda emisije koja je bila odgođena 12. svibnja zbog prijenosa dočeka Baby Lasagne s Eurosonga.

## Vanjske poveznice
- Službena stranica na HRT-u
- Službena stranica na Facebooku
- Službena stranica na Instagramu
- Službena stranica na TikToku
- Službena stranica na X-u
- Nedjeljom u dva (kanal) na YouTubeu
- Nedjeljom u 2 – HRT na YouTubeu
- Nedjeljom u dva u internetskoj bazi filmova IMDb-a